# Mecistoptera violescens
Mecistoptera violescens är en fjärilsart som beskrevs av George Francis Hampson 1906. Mecistoptera violescens ingår i släktet Mecistoptera och familjen nattflyn. Inga underarter finns listade i Catalogue of Life.